# Tetraripis
Tetraripis is een geslacht van wantsen uit de familie beeklopers (Veliidae). Het geslacht werd voor het eerst wetenschappelijk beschreven door Lundblad in 1936.

## Soorten
Het genus bevat de volgende soorten:

- Tetraripis aspoecki Zettel, 2004
- Tetraripis asymmetricus J. Polhemus & Karunaratne in J. Polhemus, 1979
- Tetraripis bituberculatus Zettel & Yang, 2002
- Tetraripis borneensis Zettel, 1995
- Tetraripis chinthe J. Polhemus & D. Polhemus, 1999
- Tetraripis doveri Lundblad, 1936
- Tetraripis drescheri J. Polhemus & D. Polhemus, 1999
- Tetraripis kodadai Zettel, 1995
- Tetraripis ravana (Kirkaldy, 1901)
- Tetraripis zetteli Andersen, 2000